# Cá rễ cau ngắn
Cá rễ cau ngắn, tên khoa học là Ctenotrypauchen chinensis, là loài cá bống duy nhất thuộc chi Ctenotrypauchen trong họ Oxudercidae. Loài cá này được mô tả lần đầu tiên vào năm 1867.

## Từ nguyên
Tên chi được ghép bởi hai âm tiết trong tiếng Hy Lạp cổ đại: ktenós (κτενός; “cái lược, bồ cào”) và Trypauchen, một chi cá bống của họ Oxudercidae, hàm ý có lẽ đề cập đến phần sống cao, nhọn, dọc theo đường giữa phía sau đầu, phân biệt với Trypauchen.
Từ định danh chinensis được đặt theo tên gọi của Trung Quốc, nơi mà mẫu định danh của loài cá này được thu thập (–ensis: hậu tố trong tiếng Latinh biểu thị nơi chốn).

## Phân loại
Theo Fishes of the World của Joseph S. Nelson (2016, tái bản lần 5), Trypauchen nằm trong họ Oxudercidae. Do đó, Ctenotrypauchen cũng nằm trong họ này. Tuy nhiên, một số tài liệu sau đó, như Parenti (2021), vẫn còn ghi nhận Ctenotrypauchen trong họ Cá bống trắng (Gobiidae).

## Phân bố và môi trường sống
Cá rễ cau ngắn có phân bố ở vùng Đông Ấn - Tây Thái, được ghi nhận tại Trung Quốc (bờ biển Hoa Đông), Philippines (đảo Panay và biển Samar), Indonesia (đảo Sumatra) và Úc (biển Arafura đến Mackay, Queensland), nhưng có lẽ phạm vi của chúng sẽ rộng hơn so với những ghi chép hiện tại. Ở Việt Nam, loài này bị xác định nhầm dưới danh pháp Trypauchen taenia, đồng nghĩa thứ cấp của C. chinensis.
Cá rễ cau ngắn sinh sống trên nền đáy bùn và được thu thập ở vùng biển khá sâu, khoảng 50–70 m.

## Mô tả
Chiều dài cơ thể lớn nhất được ghi nhận ở cá rễ cau ngắn là 19,2 cm. Màu sắc lúc còn sống của loài này chưa được biết đến. Đặc trưng của chi này trong nhóm ‘Trypauchen’ là có mào răng cưa trên đầu với vây bụng hợp nhất và hơi có khía.
Số tia vây lưng: 53–57; Số tia vây hậu môn: 41–46; Số tia vây ngực: 14–17; Số gai vây bụng: 1; Số tia vây bụng: 3–5; Số đốt sống đuôi: 23–25.

## Thương mại
Cá rễ cau ngắn là một loài cá thương mại quan trọng ở Trung Quốc.